# Poser (Software)
Poser ist eine von der Firma Bondware Inc. angebotene 3D-Grafiksoftware, die vornehmlich die Positionierung und das dreidimensionale Gestalten von Personen ermöglicht. Poser wird von 3D-Künstlern zur realitätsgetreuen Gestaltung und Animation von menschlichen und tierischen Charakteren eingesetzt.
Im Juni 2019 wurde Poser an Bondware Inc. verkauft.

## Entwicklungsgeschichte
Poser wurde vom Künstler und Programmierer Larry Weinberg entwickelt. Ursprünglich sollte die Software die von Künstlern bekannten Mannequins ersetzen. Die erste Version wurde von der Firma Fractal Design im Jahr 1995 vertrieben.
| Version        | Erscheinungstermin | Vertreiber           | 64-Bit | Erweiterungen |
| -------------- | ------------------ | -------------------- | ------ | --- |
| 1.0            | 1994               | Fractal Design       | Nein   | - Erste Version von Poser |
| 2.0            | 1996               | Fractal Design       | Nein   | - Möglichkeit, die so genannten „Props“ zu verwenden. - Animation - 3D-Modelle in hoher Auflösung |
| 3.0            | 1998               | MetaCreations        | Nein   | - Neue Benutzerschnittstelle - Gesichtszüge konnten verändert und animiert werden |
| 4.0            | 1999               | MetaCreations        | Nein   | - Natural-media sketch renderer - Figur umformen durch Deformierer |
| 4.0.3          | 1999               | Curious Labs         | Nein   | - Vorübergehend wurde die Software unter dem Namen „Poser Artist“ verkauft. |
| Pro Pack       | 2000               | Curious Labs         | Nein   | - Add-on für Poser 4.0.3 - Die Scriptsprache Python wurde eingebunden. - Das Poser-Dateiformat (.pz2 und .pz3) konnte nach 3D Studio MAX importiert werden. |
| 5.0            | 2003               | Curious Labs         | Nein   | - FireFly Reyes/ray tracing Renderer - Dynamische Haare und Kleider - Kollisionsabfrage |
| 6.0            | 2005               | Curious Labs         | Nein   | - OpenGL-Hardwarebeschleunigung - Auf Bilder basierender Beleuchtung - Cartoon Effekte |
| 7.0            | 2006               | Curious Labs         | Nein   | - Lippen Synchronisation (reden) - Verbessertes rückgängig / wiederherstellen - Verbessertes Rendern - Animationsebenen - Neue Morphing-Funktionen |
| Poser Pro      | 2008               | Smith Micro Software | JA     | - Schnittstelle zum Arbeiten mit cinema4D, 3D Studio Max, Maya, LightWave 3D |
| 8.0            | 2009               | Smith Micro Software | Nein   | - 8 Neue Figuren - mehrere Gigabyte neuer Content - Bibliothek-Suchfunktion - Indirekte Illumination für GI-Effekte - seit 2010 auch in deutscher Version erhältlich                                                                                                 |
| Poser Pro 2010 | März 2010          | Smith Micro Software | JA     | - Schnittstelle zum Arbeiten mit cinema4D, 3D Studio Max, Maya, LightWave 3D auf technologischer Basis von Poser 8 |
| Debut          | Februar 2011       | Smith Micro Software | Nein   | - Einsteigerversion mit reduziertem Funktionsumfang |
| 9.0            | September 2011     | Smith Micro Software | Nein   | - Subsurface Scattering - Verbesserungen der Rendering Performance - Vertex-Weight-Map-Rigging-Support - gruppierbare Objekte - OpenGL-Szenenvorschau - Python 2.7                                                                                                   |
| Poser Pro 2012 | September 2011     | Smith Micro Software | JA     | - Werkzeug zum Erstellen von Vertex Weight Maps - Poser Fusion Plugins für Lightwave, CINEMA 4D, Autodesk Maya und Autodesk 3ds Max - COLLADA import/export - Importieren von Full Body Morphs                                                                       |
| Poser Pro 2014 | Mai 2013           | Smith Micro Software | JA     | - 64-Bit-Rendering - Cartoon Illustrationen und Animationen - Bullet Physics für dynamische Darstellung und Simulation von Bewegung - Fotorealistische Szenen durch HDRI-Unterstützung                                                                               |
| Poser 11.2     | September 2019     | Bondware Inc.        | JA     | - GPU Rendering - Flash-Installation nicht mehr erforderlich. |
| Poser 12       | Februar 2021       | Bondware Inc.        | JA     | - Neue SuperFly-Render-Engine - Optix-Unterstützung mit Nvidia RTX- and Turing-Grafikkarten - Erhöhte Rendergeschwindigkeit - KI-basierte Reduktion von Bildrauschen mittels Intel OIDNsystem - Python-3-Scripting - HTML-basiertes Hilfesystem - weitere Änderungen |

## Version 4
Version 4 von Poser hatte schon eine fortgeschrittene Renderengine und bot vielfältige Möglichkeiten zur Manipulierung der Standardfiguren; man konnte seinen Modellen Kleidung, Haare und sonstiges Zubehör verpassen.
Bis zur Version 4 wurde Poser von der Firma Metacreations vertrieben, Version 5 war in der Hand von Curious Labs, die sich schon mit Creature Creator im Bereich der Charaktererstellung einen Namen gemacht hatten.

## Version 5
Mit dieser Version war es nun möglich, physikalische Simulationen durchzuführen. Es gab nun ein physikalisch korrektes Kollisionsverhalten. Man konnte mehrere tausend „echte“ Polygonhaare animieren, Kleidung am Körper im Wind wehen lassen oder aufgrund der Gravitation in Falten legen lassen.
Neu war auch die Verwendung von komplexen Materialien (anstelle von simplen Texturen), die über einen Material-Editor erstellt und bearbeitet werden können. So konnte zum Beispiel durch Bump maps der Realismus von Figuren drastisch erhöht werden.
Ebenfalls neu war der fotorealistisch arbeitende Raytracing-Renderer Firefly.
Dies alles ging einher mit einem beachtlichen Rechenaufwand, der zum Erscheinungsdatum aktuelle PCs mit über 2 GHz Taktrate bisweilen überforderte; vor allem dann, wenn man die voreingestellte Menge von Haaren (meist über 5000) benutzte.
Trotz der großen Vorteile dieser Version war die Renderengine um ein Vielfaches langsamer als die anderer 3D-Grafiksoftware. Version 5 ermöglichte es deshalb, für das Rendern von Vorschaubildern und dergleichen die alte Poser-4-Engine zu verwenden, und erst für die Endausgabe auf die neue Firefly-Engine umzuschalten.
Im September 2006 wurde die Vollversion von Poser 5 eine Woche lang als Werbeaktion zum kostenlosen Download angeboten. Produzent e-frontier war vom Ansturm überrascht – die Webserver waren zwischenzeitlich nur noch mit Unterbrechungen erreichbar.

## Version 6
Poser 6 benutzt die gleiche Renderengine wie die Vorgängerversion mit einigen Zusätzen wie „Ambient Occlusion“ (Einfluss der Umgebung bzw. des Umgebungslichtes auf gerenderte Objekte) und „Image Based Light“, was bedeutet, dass Bilder (Images) als Lichtquelle eingesetzt werden können.
Anders als bei den Vorgängerversionen nutzt die Version 6 OpenGL zur Vorschau, was deutliche Performancegewinne bringt. Durch diese Maßnahme sollte ein hoher Ressourcenverbrauch wie bei der Vorgängerversion vermieden werden.
Des Weiteren ist über die seit Version „Poser 4 ProPack“ fest integrierte Scriptsprache Python mit Poser-Version 6 der Zugriff auf die seit Version 5 vorhandenen Materialien möglich, die auch prozedurale Shader erlauben.
Im September 2006 veröffentlichte e-frontier die Figuren James, Koji und Kelvin in der Fassung „Generation 2“. Ziel des Upgrades war es, den Realismus der Figuren sowohl in der Formbarkeit als auch bei den Texturen und Bewegungsabläufen noch mehr an das menschliche Vorbild anzupassen.
Version 6 unterstützt noch keine Multiprozessoren und auch nicht mehr als 2 GB RAM.

## Version 7
Version 7 wurde offiziell am 12. Oktober 2006 angekündigt. E-Frontier gab im Rahmen einer Werbekampagne die neuen Funktionen erst nach und nach bekannt. Zu den wichtigsten Neuerungen gehörten neben zwei neuen hochauflösenden Figuren vor allem aktualisierte Motion Capture „Talk Designer“-Daten, ein Werkzeug für Lippensynchronisation, ein Morph-Werkzeug zum direkten Verzerren der Figurenpolygone, verbesserte Animationsmöglichkeiten „Animation Layers“ für nicht-lineare Animationen, erweitertes Undo/Redo, Multithreading beim Rendern sowie die HDRI-Unterstützung. Die Auslieferung begann letztendlich am 20. Dezember 2006.
Ab Sommer 2007 war auch eine deutsche Ausgabe der Version 7 erhältlich. Diese war erstmals wieder nach Poser 4 ein so genannter „Hybrid“, das heißt Windows- und Macintosh-CDs waren in einer Verpackung enthalten. Der Hersteller bot zur Veröffentlichung auch wieder eine „Special Edition“ mit zusätzlichem Material an. Diese war bei allen deutschen Vertriebspartnern bis Ende September 2007 erhältlich.

## Version 8
Ab August 2009 war das Programm in Version 8 erhältlich. Für das Upgrade wurden erneut die Bibliotheken aufgestockt. Neue Funktionen waren ein „Dependant Parameters Tool“ zur Erzeugung von Körper-Morphs und komplexere Eingriffsmöglichkeiten zur Steuerung natürlicher Bewegungen.

## Anwendergruppen
Poser hat eine große Community mit einer großen Anzahl von online-Galerien. Da Poser keine Möglichkeit bietet, eigene Figuren von Grund auf zu erstellen, existiert ein Handel mit fertigen 3D-Modellen für den Einsatz in Poser.
Dank der auf Wunsch aktivierbaren Genitalien bilden Grafiken und Animationen aus den Bereichen Erotik und Pornografie einen Schwerpunkt der Poser Community. Darüber hinaus findet Poser aber auch bei Science-Fiction- und Fantasy-Darstellungen sowie im wissenschaftlichen Bereich Anwendung.